# African Championship of Nations 2014
De African Championship of Nations 2014 was de derde editie van dit voetbaltoernooi van de CAF voor landenteams. Bij deze toernooien mogen de landen alleen spelers uit de eigen competitie opstellen. Het toernooi werd gehouden van 11 januari tot en met 1 februari 2014 in Zuid-Afrika. Het toernooi werd gewonnen door Libië dat in de finale Ghana versloeg na strafschoppen. Nigeria werd derde.

## Deelname
De volgende 16 landen kwalificeerden zich voor deelname aan de African Championship of Nations 2014:
| Noord   | West A     | West B       | Centraal          | Centraal Oost | Zuid                   |
| ------- | ---------- | ------------ | ----------------- | ------------- | ---------------------- |
| Libië   | Mauritanië | Ghana        | Congo-Brazzaville | Burundi       | Zimbabwe               |
| Marokko | Mali       | Nigeria      | Gabon             | Ethiopië      | Mozambique             |
|         |            | Burkina Faso | Congo-Kinshasa    | Oeganda       | Zuid-Afrika (gastland) |

## Stadions
| Kaapstad                            | · Kaapstad Bloemfontein Pietersburg Speellocaties ( Zuid-Afrika) | Bloemfontein                       | Pietersburg                            |
| ----------------------------------- | ---------------------------------------------------------------- | ---------------------------------- | -------------------------------------- |
| Athlonestadion Capaciteit: 34.000   | · Kaapstad Bloemfontein Pietersburg Speellocaties ( Zuid-Afrika) | Vrystaatstadion Capaciteit: 40.911 | Peter Mokabastadion Capaciteit: 41.733 |
| Groenpuntstadion Capaciteit: 64.100 | · Kaapstad Bloemfontein Pietersburg Speellocaties ( Zuid-Afrika) |                                    |                                        |
|                                     | · Kaapstad Bloemfontein Pietersburg Speellocaties ( Zuid-Afrika) |                                    |                                        |

## Groepsfase
De loting voor de groepsfase vond plaats op 18 september 2013 in Caïro.

### Groep A
| Team        | Pld | W | G | V | DV | DT | DS | Pnt |
| ----------- | --- | - | - | - | -- | -- | -- | --- |
| Mali        | 3   | 2 | 1 | 0 | 5  | 3  | +2 | 7   |
| Nigeria     | 3   | 2 | 0 | 1 | 8  | 5  | +3 | 6   |
| Zuid-Afrika | 3   | 1 | 1 | 1 | 5  | 5  | 0  | 4   |
| Mozambique  | 3   | 0 | 0 | 3 | 4  | 9  | −5 | 0   |

|                                                  |                                   |                  |            |                                                                              |
| 11 januari 2014 «onderlinge duels» 18:00 (UTC+2) | Zuid-Afrika                       | 3 – 1            | Mozambique | Groenpuntstadion, Kaapstad Toeschouwers: 26.328 Scheidsrechter: Gehad Grisha |
| 11 januari 2014 «onderlinge duels» 18:00 (UTC+2) | Parker 30' (pen.), 82' Kekana 58' | Wedstrijdverslag | Diogo 11'  | Groenpuntstadion, Kaapstad Toeschouwers: 26.328 Scheidsrechter: Gehad Grisha |

|                                                  |                        |                  |            |                                                                                 |
| 11 januari 2014 «onderlinge duels» 21:00 (UTC+2) | Mali                   | 2 – 1            | Nigeria    | Groenpuntstadion, Kaapstad Toeschouwers: 14.000 Scheidsrechter: Bernard Camille |
| 11 januari 2014 «onderlinge duels» 21:00 (UTC+2) | Sissoko 18' Traoré 50' | Wedstrijdverslag | Salami 54' | Groenpuntstadion, Kaapstad Toeschouwers: 14.000 Scheidsrechter: Bernard Camille |

|                                                  |             |                  |            |                                                                                      |
| 15 januari 2014 «onderlinge duels» 17:00 (UTC+2) | Zuid-Afrika | 1 – 1            | Mali       | Groenpuntstadion, Kaapstad Toeschouwers: 20.000 Scheidsrechter: Mal Souley Mohamadou |
| 15 januari 2014 «onderlinge duels» 17:00 (UTC+2) | Parker 25'  | Wedstrijdverslag | Sidibé 54' | Groenpuntstadion, Kaapstad Toeschouwers: 20.000 Scheidsrechter: Mal Souley Mohamadou |

|                                                  |                                         |                  |                    |                                                                                          |
| 15 januari 2014 «onderlinge duels» 20:00 (UTC+2) | Nigeria                                 | 4 – 2            | Mozambique         | Groenpuntstadion, Kaapstad Toeschouwers: 18.407 Scheidsrechter: Aboubacar Mario Bangoura |
| 15 januari 2014 «onderlinge duels» 20:00 (UTC+2) | Ede 11' Ali 13', 54' (pen.) Imenger 88' | Wedstrijdverslag | Khan 10' Diogo 20' | Groenpuntstadion, Kaapstad Toeschouwers: 18.407 Scheidsrechter: Aboubacar Mario Bangoura |

|                                                  |                                 |                  |                   |                                                                                 |
| 19 januari 2014 «onderlinge duels» 19:00 (UTC+2) | Nigeria                         | 3 – 1            | Zuid-Afrika       | Groenpuntstadion, Kaapstad Toeschouwers: 35.000 Scheidsrechter: Mohamed Benouza |
| 19 januari 2014 «onderlinge duels» 19:00 (UTC+2) | Uzoenyi 22', 64' Ede 32' (pen.) | Wedstrijdverslag | Parker 81' (pen.) | Groenpuntstadion, Kaapstad Toeschouwers: 35.000 Scheidsrechter: Mohamed Benouza |

|                                                  |             |                  |                                |                                                                                         |
| 19 januari 2014 «onderlinge duels» 19:00 (UTC+2) | Mozambique  | 1 – 2            | Mali                           | Athlonestadion, Kaapstad Toeschouwers: 1.000 Scheidsrechter: Mutaz Abdelbasit Khairalla |
| 19 januari 2014 «onderlinge duels» 19:00 (UTC+2) | Josemar 38' | Wedstrijdverslag | Sidibé 48' Traoré 90+3' (pen.) | Athlonestadion, Kaapstad Toeschouwers: 1.000 Scheidsrechter: Mutaz Abdelbasit Khairalla |

### Groep B
| Team         | Pld | W | G | V | DV | DT | DS | Pnt |
| ------------ | --- | - | - | - | -- | -- | -- | --- |
| Marokko      | 3   | 1 | 2 | 0 | 4  | 2  | +2 | 5   |
| Zimbabwe     | 3   | 1 | 2 | 0 | 1  | 0  | +1 | 5   |
| Oeganda      | 3   | 1 | 1 | 1 | 3  | 4  | −1 | 4   |
| Burkina Faso | 3   | 0 | 1 | 2 | 2  | 4  | −2 | 1   |

|                                                  |                  |       |         |                                                                                    |
| 12 januari 2014 «onderlinge duels» 17:00 (UTC+2) | Zimbabwe         | 0 – 0 | Marokko | Athlonestadion, Kaapstad Toeschouwers: 4.000 Scheidsrechter: Bamlak Tessema Weyesa |
| 12 januari 2014 «onderlinge duels» 17:00 (UTC+2) | Wedstrijdverslag |       |         | Athlonestadion, Kaapstad Toeschouwers: 4.000 Scheidsrechter: Bamlak Tessema Weyesa |

|                                                  |                  |                  |              |                                                                             |
| 12 januari 2014 «onderlinge duels» 20:00 (UTC+2) | Oeganda          | 2 – 1            | Burkina Faso | Athlonestadion, Kaapstad Toeschouwers: 2.000 Scheidsrechter: Ali Lemghaifry |
| 12 januari 2014 «onderlinge duels» 20:00 (UTC+2) | Sentamu 15', 73' | Wedstrijdverslag | Bayala 87'   | Athlonestadion, Kaapstad Toeschouwers: 2.000 Scheidsrechter: Ali Lemghaifry |

|                                                  |                  |       |         |                                                                              |
| 16 januari 2014 «onderlinge duels» 17:00 (UTC+2) | Zimbabwe         | 0 – 0 | Oeganda | Athlonestadion, Kaapstad Toeschouwers: 5.000 Scheidsrechter: Malang Diedhiou |
| 16 januari 2014 «onderlinge duels» 17:00 (UTC+2) | Wedstrijdverslag |       |         | Athlonestadion, Kaapstad Toeschouwers: 5.000 Scheidsrechter: Malang Diedhiou |

|                                                  |               |                  |             |                                                                              |
| 16 januari 2014 «onderlinge duels» 20:00 (UTC+2) | Burkina Faso  | 1 – 1            | Marokko     | Athlonestadion, Kaapstad Toeschouwers: 3.000 Scheidsrechter: Mahamadou Keita |
| 16 januari 2014 «onderlinge duels» 20:00 (UTC+2) | Ouédraogo 88' | Wedstrijdverslag | El Bahri 1' | Athlonestadion, Kaapstad Toeschouwers: 3.000 Scheidsrechter: Mahamadou Keita |

|                                                  |              |                  |             |                                                                                 |
| 20 januari 2014 «onderlinge duels» 19:00 (UTC+2) | Burkina Faso | 0 – 1            | Zimbabwe    | Athlonestadium, Kaapstad Toeschouwers: 7.200 Scheidsrechter: Mohamed Said Kordi |
| 20 januari 2014 «onderlinge duels» 19:00 (UTC+2) |              | Wedstrijdverslag | Mambare 56' | Athlonestadium, Kaapstad Toeschouwers: 7.200 Scheidsrechter: Mohamed Said Kordi |

|                                                  |                                     |                  |             |                                                                              |
| 20 januari 2014 «onderlinge duels» 19:00 (UTC+2) | Marokko                             | 3 – 1            | Oeganda     | Groenpuntstadion, Kaapstad Toeschouwers: 2.500 Scheidsrechter: Janny Sikazwe |
| 20 januari 2014 «onderlinge duels» 19:00 (UTC+2) | Rafik 29' Iajour 77' El Ouadi 90+3' | Wedstrijdverslag | Sentamu 59' | Groenpuntstadion, Kaapstad Toeschouwers: 2.500 Scheidsrechter: Janny Sikazwe |

### Groep C
| Team              | Pld | W | G | V | DV | DT | DS | Pnt |
| ----------------- | --- | - | - | - | -- | -- | -- | --- |
| Ghana             | 3   | 2 | 1 | 0 | 3  | 1  | +2 | 7   |
| Libië             | 3   | 1 | 2 | 0 | 5  | 3  | +2 | 5   |
| Congo-Brazzaville | 3   | 1 | 1 | 1 | 3  | 3  | 0  | 4   |
| Ethiopië          | 3   | 0 | 0 | 3 | 0  | 4  | −4 | 0   |

|                                                  |               |                  |                   |                                                                               |
| 13 januari 2014 «onderlinge duels» 17:00 (UTC+2) | Ghana         | 1 – 0            | Congo-Brazzaville | Vrystaatstadion, Mangaung Toeschouwers: 3.500 Scheidsrechter: Sylvester Kirwa |
| 13 januari 2014 «onderlinge duels» 17:00 (UTC+2) | Annorbaah 34' | Wedstrijdverslag |                   | Vrystaatstadion, Mangaung Toeschouwers: 3.500 Scheidsrechter: Sylvester Kirwa |

|                                                  |                      |                  |          |                                                                              |
| 13 januari 2014 «onderlinge duels» 20:00 (UTC+2) | Libië                | 2 – 0            | Ethiopië | Vrystaatstadion, Mangaung Toeschouwers: 16.000 Scheidsrechter: Janny Sikazwe |
| 13 januari 2014 «onderlinge duels» 20:00 (UTC+2) | Abushnaf 4' Omar 83' | Wedstrijdverslag |          | Vrystaatstadion, Mangaung Toeschouwers: 16.000 Scheidsrechter: Janny Sikazwe |

|                                                  |           |                  |                     |                                                                                                   |
| 17 januari 2014 «onderlinge duels» 17:00 (UTC+2) | Ghana     | 1 – 1            | Libië               | Vrystaatstadion, Mangaung Toeschouwers: 7.000 Scheidsrechter: Redouane Jiyed / Victor Gomes (62') |
| 17 januari 2014 «onderlinge duels» 17:00 (UTC+2) | Yahaya 6' | Wedstrijdverslag | Al Badri 73' (pen.) | Vrystaatstadion, Mangaung Toeschouwers: 7.000 Scheidsrechter: Redouane Jiyed / Victor Gomes (62') |

|                                                  |          |                  |                   |                                                                          |
| 17 januari 2014 «onderlinge duels» 20:00 (UTC+2) | Ethiopië | 0 – 1            | Congo-Brazzaville | Vrystaatstadion, Mangaung Toeschouwers: 10.000 Scheidsrechter: Juste Zio |
| 17 januari 2014 «onderlinge duels» 20:00 (UTC+2) |          | Wedstrijdverslag | Ndey 78'          | Vrystaatstadion, Mangaung Toeschouwers: 10.000 Scheidsrechter: Juste Zio |

|                                                  |          |                  |                   |                                                                            |
| 21 januari 2014 «onderlinge duels» 19:00 (UTC+2) | Ethiopië | 0 – 1            | Ghana             | Vrystaatstadion, Mangaung Toeschouwers: 6.500 Scheidsrechter: Gehad Grisha |
| 21 januari 2014 «onderlinge duels» 19:00 (UTC+2) |          | Wedstrijdverslag | Adusei 76' (pen.) | Vrystaatstadion, Mangaung Toeschouwers: 6.500 Scheidsrechter: Gehad Grisha |

|                                                  |                           |                  |                       |                                                                                    |
| 21 januari 2014 «onderlinge duels» 19:00 (UTC+2) | Congo-Brazzaville         | 2 – 2            | Libië                 | Peter Mokabastadion, Polokwane Toeschouwers: 5.000 Scheidsrechter: Mahamadou Keita |
| 21 januari 2014 «onderlinge duels» 19:00 (UTC+2) | Nkounkou 36' Binguila 54' | Wedstrijdverslag | Omar 75' Fetori 90+3' | Peter Mokabastadion, Polokwane Toeschouwers: 5.000 Scheidsrechter: Mahamadou Keita |

### Groep D
| Team           | Pld | W | G | V | DV | DT | DS | Pnt |
| -------------- | --- | - | - | - | -- | -- | -- | --- |
| Gabon          | 3   | 2 | 1 | 0 | 5  | 2  | +3 | 7   |
| Congo-Kinshasa | 3   | 2 | 0 | 1 | 3  | 2  | +1 | 6   |
| Burundi        | 3   | 1 | 1 | 1 | 4  | 4  | 0  | 4   |
| Mauritanië     | 3   | 0 | 0 | 3 | 4  | 8  | −4 | 0   |

|                                                  |                |                  |            |                                                                                    |
| 14 januari 2014 «onderlinge duels» 17:00 (UTC+2) | Congo-Kinshasa | 1 – 0            | Mauritanië | Peter Mokabastadion, Polokwane Toeschouwers: 6.000 Scheidsrechter: Mohamed Benouza |
| 14 januari 2014 «onderlinge duels» 17:00 (UTC+2) | Ngoyi 51'      | Wedstrijdverslag |            | Peter Mokabastadion, Polokwane Toeschouwers: 6.000 Scheidsrechter: Mohamed Benouza |

|                                                  |                  |       |         |                                                                                 |
| 14 januari 2014 «onderlinge duels» 20:00 (UTC+2) | Gabon            | 0 – 0 | Burundi | Peter Mokabastadion, Polokwane Toeschouwers: 5.000 Scheidsrechter: Victor Gomes |
| 14 januari 2014 «onderlinge duels» 20:00 (UTC+2) | Wedstrijdverslag |       |         | Peter Mokabastadion, Polokwane Toeschouwers: 5.000 Scheidsrechter: Victor Gomes |

|                                                  |                |                  |            |                                                                                   |
| 18 januari 2014 «onderlinge duels» 17:00 (UTC+2) | Congo-Kinshasa | 0 – 1            | Gabon      | Peter Mokabastadion, Polokwane Toeschouwers: 2.000 Scheidsrechter: Joseph Lamptey |
| 18 januari 2014 «onderlinge duels» 17:00 (UTC+2) |                | Wedstrijdverslag | N'Guema 2' | Peter Mokabastadion, Polokwane Toeschouwers: 2.000 Scheidsrechter: Joseph Lamptey |

|                                                  |                                            |                  |                         |                                                                                       |
| 18 januari 2014 «onderlinge duels» 20:00 (UTC+2) | Burundi                                    | 3 – 2            | Mauritanië              | Peter Mokabastadion, Polokwane Toeschouwers: 3.000 Scheidsrechter: Wiish Hagi Yabarow |
| 18 januari 2014 «onderlinge duels» 20:00 (UTC+2) | Fiston 11' Nduwarugira 61' Ndikumana 90+3' | Wedstrijdverslag | El Voulany 2' Denna 70' | Peter Mokabastadion, Polokwane Toeschouwers: 3.000 Scheidsrechter: Wiish Hagi Yabarow |

|                                                  |               |                  |                  |                                                                                          |
| 22 januari 2014 «onderlinge duels» 19:00 (UTC+2) | Burundi       | 1 – 2            | Congo-Kinshasa   | Peter Mokabastadion, Polokwane Toeschouwers: 3.500 Scheidsrechter: Bamlak Tessema Weyesa |
| 22 januari 2014 «onderlinge duels» 19:00 (UTC+2) | Ndikumana 14' | Wedstrijdverslag | Mundele 24', 37' | Peter Mokabastadion, Polokwane Toeschouwers: 3.500 Scheidsrechter: Bamlak Tessema Weyesa |

|                                                  |                       |                  |                                                  |                                                                               |
| 22 januari 2014 «onderlinge duels» 19:00 (UTC+2) | Mauritanië            | 2 – 4            | Gabon                                            | Vrystaatstadion, Mangaung Toeschouwers: 7.000 Scheidsrechter: Bernard Camille |
| 22 januari 2014 «onderlinge duels» 19:00 (UTC+2) | Moulaye Ahmed 4', 65' | Wedstrijdverslag | N'Zembi 7' Appindangoye 85' Sokambi 90+2', 90+4' | Vrystaatstadion, Mangaung Toeschouwers: 7.000 Scheidsrechter: Bernard Camille |

## Knock-outfase
|  | kwartfinale                    | kwartfinale                    |                                |       | halve finale               | halve finale               |   |  | finale | finale |
|  |                                |                                |                                |       |                            |                            |   |  |        |        |
|  | 26 januari 2014 – Pietersburg  |                                |                                |       |                            |                            |   |  |        |        |
|  |                                |                                |                                |       |                            |                            |   |  |        |        |
|  | Gabon                          | 1 (2)                          |                                |       |                            |                            |   |  |        |        |
|  | Gabon                          | 1 (2)                          | 29 januari 2014 – Bloemfontein |       |                            |                            |   |  |        |        |
|  | Libië                          | 1 (4)                          |                                |       |                            |                            |   |  |        |        |
|  | Libië                          | 1 (4)                          | Libië                          | 0 (5) |                            |                            |   |  |        |        |
|  | 25 januari 2014 – Kaapstad     |                                | Libië                          | 0 (5) |                            |                            |   |  |        |        |
|  |                                | Zimbabwe                       | 0 (4)                          |       |                            |                            |   |  |        |        |
|  | Mali                           | Zimbabwe                       | 0 (4)                          | 1     |                            |                            |   |  |        |        |
|  | Mali                           |                                | 1 februari 2014 – Kaapstad     | 1     |                            |                            |   |  |        |        |
|  | Zimbabwe                       | 2                              |                                |       |                            |                            |   |  |        |        |
|  | Zimbabwe                       | 2                              | Libië                          | 0 (4) |                            |                            |   |  |        |        |
|  | 25 januari 2014 – Kaapstad     |                                | Libië                          | 0 (4) |                            |                            |   |  |        |        |
|  |                                | Ghana                          | 0 (3)                          |       |                            |                            |   |  |        |        |
|  | Marokko                        | Ghana                          | 0 (3)                          | 3     |                            |                            |   |  |        |        |
|  | Marokko                        | 29 januari 2014 – Bloemfontein |                                | 3     |                            |                            |   |  |        |        |
|  | Nigeria                        | 4                              |                                |       |                            |                            |   |  |        |        |
|  | Nigeria                        | 4                              | Nigeria                        | 0 (1) | derde plaats               | derde plaats               |   |  |        |        |
|  | 26 januari 2014 – Bloemfontein |                                | Nigeria                        | 0 (1) | derde plaats               | derde plaats               |   |  |        |        |
|  |                                | Ghana                          | 0 (4)                          |       | 1 februari 2014 – Kaapstad | 1 februari 2014 – Kaapstad |   |  |        |        |
|  | Ghana                          | Ghana                          | 0 (4)                          | 1     | 1 februari 2014 – Kaapstad | 1 februari 2014 – Kaapstad |   |  |        |        |
|  | Ghana                          |                                |                                |       |                            | Zimbabwe                   | 0 |  |        |        |
|  | Congo-Kinshasa                 | 0                              |                                |       |                            | Zimbabwe                   | 0 |  |        |        |
|  | Congo-Kinshasa                 | 0                              | Nigeria                        | 1     |                            |                            |   |  |        |        |
|  |                                |                                | Nigeria                        | 1     |                            |                            |   |  |        |        |

### Kwartfinales
|                                                  |                               |       |                                             |                                                                                |
| 25 januari 2014 «onderlinge duels» 17:00 (UTC+2) | Marokko                       | 3 – 4 | Nigeria                                     | Groenpuntstadion, Kaapstad Toeschouwers: 8.000 Scheidsrechter: Bernard Camille |
| 25 januari 2014 «onderlinge duels» 17:00 (UTC+2) | Moutouali 33', 40' Iajour 37' |       | Ogonna 49' Ali 56' Uzoenyi 90' Ibrahim 111' | Groenpuntstadion, Kaapstad Toeschouwers: 8.000 Scheidsrechter: Bernard Camille |

|                                                  |              |       |                         |                                                                                    |
| 25 januari 2014 «onderlinge duels» 20:30 (UTC+2) | Mali         | 1 – 2 | Zimbabwe                | Groenpuntstadion, Kaapstad Toeschouwers: 13.000 Scheidsrechter: Aboubacar Bangoura |
| 25 januari 2014 «onderlinge duels» 20:30 (UTC+2) | Sinayoko 89' |       | Sithole 11' Mahachi 56' | Groenpuntstadion, Kaapstad Toeschouwers: 13.000 Scheidsrechter: Aboubacar Bangoura |

|                                                  |                                           |       |                              |                                                                                |
| 26 januari 2014 «onderlinge duels» 17:00 (UTC+2) | Gabon                                     | 1 – 1 | Libië                        | Peter Mokabastadion, Pietersburg Toeschouwers: 6.000 Scheidsrechter: Juste Zio |
| 26 januari 2014 «onderlinge duels» 17:00 (UTC+2) | Cousin 73' (pen.)                         |       | Abdelsalam Omar 50'          | Peter Mokabastadion, Pietersburg Toeschouwers: 6.000 Scheidsrechter: Juste Zio |
| 26 januari 2014 «onderlinge duels» 17:00 (UTC+2) | Strafschoppen                             |       |                              | Peter Mokabastadion, Pietersburg Toeschouwers: 6.000 Scheidsrechter: Juste Zio |
| 26 januari 2014 «onderlinge duels» 17:00 (UTC+2) | Engozo'o Avebe Djissikadié Cousin Sokambi | 2 – 4 | Saleh Ghanodi Abushnaf Fadel | Peter Mokabastadion, Pietersburg Toeschouwers: 6.000 Scheidsrechter: Juste Zio |

|                                                  |                   |       |                |                                                                                   |
| 26 januari 2014 «onderlinge duels» 20:30 (UTC+2) | Ghana             | 1 – 0 | Congo-Kinshasa | Vrystaatstadion, Bloemfontein Toeschouwers: 12.000 Scheidsrechter: Ali Lemghaifry |
| 26 januari 2014 «onderlinge duels» 20:30 (UTC+2) | Adusei 68' (pen.) |       |                | Vrystaatstadion, Bloemfontein Toeschouwers: 12.000 Scheidsrechter: Ali Lemghaifry |

### Halve finales
|                                                  |                                                     |       |                                                                  |                                                                                         |
| 29 januari 2014 «onderlinge duels» 17:00 (UTC+2) | Zimbabwe                                            | 0 – 0 | Libië                                                            | Vrystaatstadion, Bloemfontein Toeschouwers: 5.000 Scheidsrechter: Bamlak Tessema Weyesa |
| 29 januari 2014 «onderlinge duels» 17:00 (UTC+2) |                                                     |       |                                                                  | Vrystaatstadion, Bloemfontein Toeschouwers: 5.000 Scheidsrechter: Bamlak Tessema Weyesa |
| 29 januari 2014 «onderlinge duels» 17:00 (UTC+2) | Strafschoppen                                       |       |                                                                  | Vrystaatstadion, Bloemfontein Toeschouwers: 5.000 Scheidsrechter: Bamlak Tessema Weyesa |
| 29 januari 2014 «onderlinge duels» 17:00 (UTC+2) | Chipeta Phiri Sithole Moyo Zvirekwi Ncube Jaure Ali | 4 – 5 | Abushnaf Al Ghanodi Mahfud Fetori Salama Sabbou Elgadi Nashnoush | Vrystaatstadion, Bloemfontein Toeschouwers: 5.000 Scheidsrechter: Bamlak Tessema Weyesa |

|                                                  |                       |       |                                    |                                                                                  |
| 29 januari 2014 «onderlinge duels» 20:00 (UTC+2) | Nigeria               | 0 – 0 | Ghana                              | Vrystaatstadion, Bloemfontein Toeschouwers: 13.000 Scheidsrechter: Janny Sikazwe |
| 29 januari 2014 «onderlinge duels» 20:00 (UTC+2) |                       |       |                                    | Vrystaatstadion, Bloemfontein Toeschouwers: 13.000 Scheidsrechter: Janny Sikazwe |
| 29 januari 2014 «onderlinge duels» 20:00 (UTC+2) | Strafschoppen         |       |                                    | Vrystaatstadion, Bloemfontein Toeschouwers: 13.000 Scheidsrechter: Janny Sikazwe |
| 29 januari 2014 «onderlinge duels» 20:00 (UTC+2) | Uzoenyi Kwambe Ogonna | 1 – 4 | Akuffu Annorbaah Ainooson Attobrah | Vrystaatstadion, Bloemfontein Toeschouwers: 13.000 Scheidsrechter: Janny Sikazwe |

### Troostfinale
|                                                  |          |             |         |                                                                              |
| 1 februari 2014 «onderlinge duels» 17:00 (UTC+2) | Zimbabwe | 0 – 1       | Nigeria | Groenpuntstadion, Kaapstad Toeschouwers: 10.000 Scheidsrechter: Victor Gomes |
| 1 februari 2014 «onderlinge duels» 17:00 (UTC+2) |          | Obiozor 85' |         | Groenpuntstadion, Kaapstad Toeschouwers: 10.000 Scheidsrechter: Victor Gomes |

### Finale
|                                                  |                                                  |       |                                            |                                                                                 |
| 1 februari 2014 «onderlinge duels» 20:00 (UTC+2) | Libië                                            | 0 – 0 | Ghana                                      | Groenpuntstadion, Kaapstad Toeschouwers: 16.505 Scheidsrechter: Mohamed Benouza |
| 1 februari 2014 «onderlinge duels» 20:00 (UTC+2) |                                                  |       |                                            | Groenpuntstadion, Kaapstad Toeschouwers: 16.505 Scheidsrechter: Mohamed Benouza |
| 1 februari 2014 «onderlinge duels» 20:00 (UTC+2) | Strafschoppen                                    |       |                                            | Groenpuntstadion, Kaapstad Toeschouwers: 16.505 Scheidsrechter: Mohamed Benouza |
| 1 februari 2014 «onderlinge duels» 20:00 (UTC+2) | Al Badri Al Mahdi Al Maghasi Elgadi Omar El Trbi | 4 – 3 | Akuffu Ainooson Attobrah Saka Owusu Joshua | Groenpuntstadion, Kaapstad Toeschouwers: 16.505 Scheidsrechter: Mohamed Benouza |

| African Championship of Nations Winnaar 2014 |
| -------------------------------------------- |
|                                              |
| LIBIË 1ste titel                             |

## Doelpuntenmakers
4 doelpunten
- Bernard Parker

3 doelpunten
- Abdelsalam Omar
- Rabiu Ali
- Ejike Uzoenyi
- Yunus Sentamu

2 doelpunten
- Cheikh Moulaye Ahmed
- Selemani Ndikumana
- Jean-Marc Makusu Mundele
- Bonaventure Sokambi

- Kwabena Adusei
- Ibourahima Sidibé
- Mouhcine Iajour
- Mouhcine Moutouali

- Diogo António Alberto
- Ifeanyi Edeh
- Theophilus Annorbaah

1 doelpunt
- Cyrille Bayala
- Bassirou Ouédraogo
- Fiston Abdul Razak
- Christophe Nduwarugira
- Hardy Binguila
- Rudy Ndey
- Moise Nkounkou
- Emomo Eddy Ngoyi
- Aaron Appindangoyé
- Erwin N'Guema
- Duval N'Zembi
- Daniel Cousin
- Mustapha Yahaya

- Elmutasem Abushnaf
- Faisal Al Badri
- Abdelrahman Ramadan Fetori
- Abdoulaye Sissoko
- Adama Traore
- Idrissa Traoré
- Hamidou Sinayoko
- Taghiyoulla Denna
- Ely Samba Voulany
- Brahim El Bahri
- Abdessamad Rafik
- Abdelkabir El Ouadi

- Dario Khan
- Josemar Tiago Machaisse
- Abubakar Aliyu Ibrahim
- Barnabas Imenger Jr.
- Chinonso Christian Obiozor
- Gbolahan Salami
- Uzochukwu Ugonna
- Hlompho Kekana
- Masimba Mambare
- Simba Sithole
- Kudakwashe Mahachi